# Placca pacifica

     Le placche terrestri; in giallo chiaro la placca pacifica.
La placca pacifica, o placca del Pacifico, è una delle dodici grandi zolle che costituiscono la crosta terrestre; comprende buona parte della zona di crosta oceanica al di sotto dell'oceano Pacifico.
Con i suoi 103 milioni di chilometri quadrati, è la più grande placca tettonica della Terra.
La placca iniziò ad esistere intorno a 190 milioni di anni fa, presso la tripla giunzione compresa fra la Placca Farallon, la Placca di Phoenix e la Placca Izanagi; l'enorme crescita della Placca pacifica portò alla riduzione delle tre placche, con pochi resti della Farallon lungo la costa occidentale del Nord America e un piccolo resto della Phoenix presso il Canale di Drake, mentre la placca Izanagi scomparve per subduzione sotto il continente asiatico.

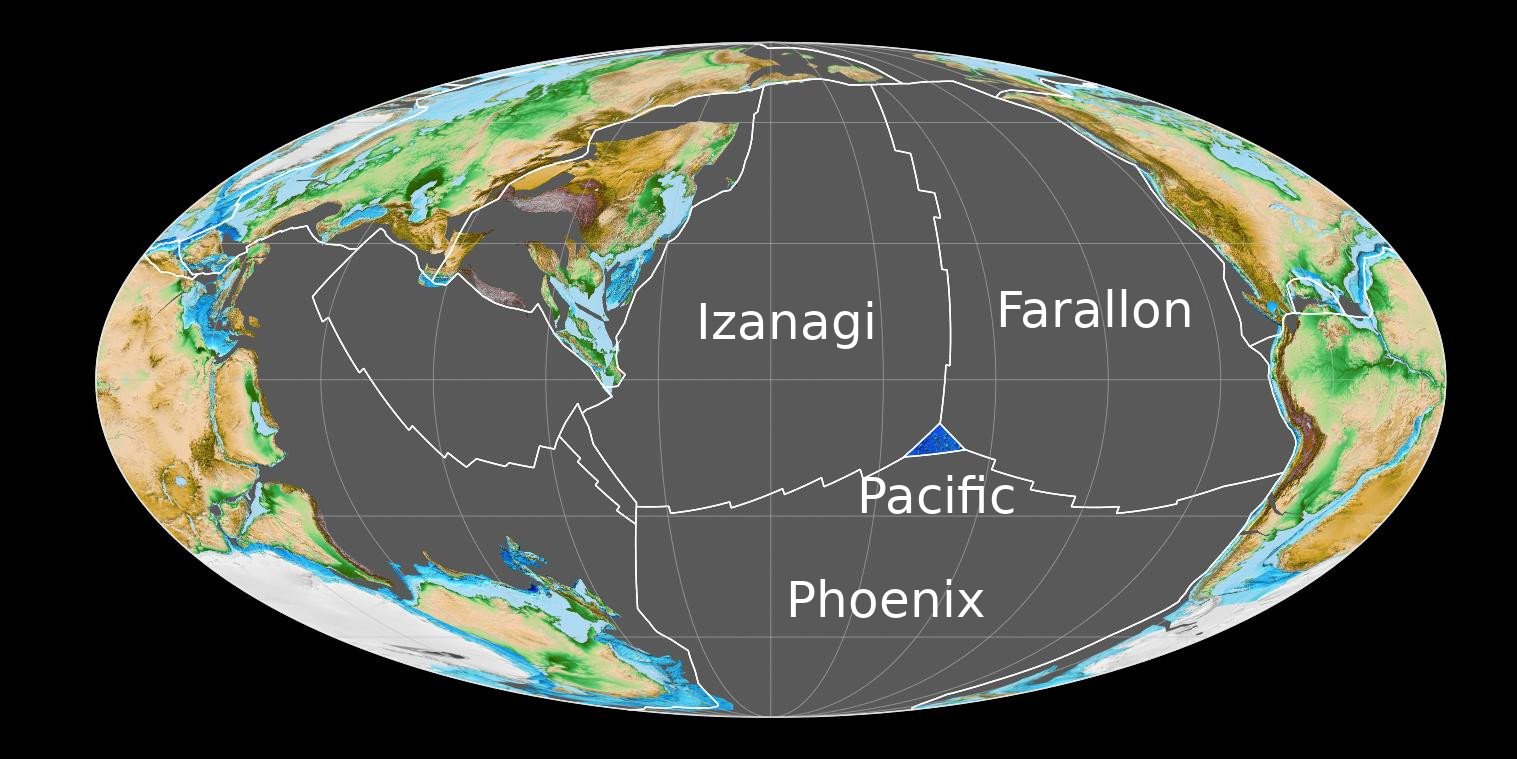
La placca pacifica nella tripla giunzione, circa 190 milioni di anni fa

## Descrizione
I suoi confini geologici sono:
- a nordest è delimitata da un margine divergente con le piccole placche di Juan de Fuca, Gorda ed Explorer dove vengono formate le dorsali omonime;
- ad est, una faglia trascorrente (la faglia di Sant'Andrea) la separa dalla placca nordamericana, mentre un margine divergente (dove ha sede la dorsale del Pacifico orientale) la separa dalla placca delle Cocos e dalla placca di Nazca;
- a sud, un altro margine divergente, segnato dalla dorsale pacifico-antartica, la separa dalla placca antartica;
- a nord, la placca pacifica subduce sotto la placca nordamericana tramite un lungo margine convergente, segnato dall'importante arco insulare delle Aleutine, dalla fossa oceanica omonima e dalla fossa delle Curili;
- il confine occidentale consiste in un margine convergente nel quale la placca pacifica si incunea in subduzione sotto la piccola placca delle Filippine, formando fosse oceaniche fra le quali le più importanti sono la fossa delle Marianne, la fossa del Giappone (che corre parallela all'ampio arco insulare che costituisce l'arcipelago giapponese) e la fossa delle Bonin;
- a sudovest la placca pacifica è separata dalla placca indo-australiana da un margine convergente dove hanno sede la fossa delle Salomone, la fossa delle Nuove Ebridi, la fossa di Tonga e la fossa delle Kermadec. La placca indo-australiana subduce sotto la placca pacifica; una parte del confine geologico fra queste due placche passa in corrispondenza dell'Isola del Sud, Nuova Zelanda, lungo un'importante faglia trascorrente chiamata faglia alpina.

I suoi confini, in particolare quelli settentrionali e occidentali, sono zone geologicamente molto instabili, e coincidono quasi integralmente con la cintura di fuoco del Pacifico, sede della gran parte dei movimenti tellurici che hanno sede sul pianeta Terra. All'interno della placca pacifica ha sede uno dei più importanti punti caldi del pianeta, che ha dato origine all'arcipelago delle Hawaii.
La placca pacifica è incisa nella sua sezione orientale da numerose lunghe linee di frattura, tra le maggiori delle quali si ricordano le zone di frattura di Mendocino, Pioneer, di Murray, di Molokai, di Clipperton e, poco a sud dell'Equatore, la frattura delle Marchesi.